# Hermann Meinken
Hermann Meinken (* 10. Dezember 1896 in Bremen; † 22. Juni 1976 ebenda) war ein deutscher Aquarianer und Amateur-Ichthyologe.

## Leben
Meinken arbeitete für mehrere Jahre als Gymnasiallehrer in Biologie. 1951 gründete er mit Werner Ladiges und Hugo Weise die Kommission zur Schaffung deutscher Fischnamen in Hannover, die das Ziel verfolgte, deutsche Trivialnamen für Aquarienfische vorzuschlagen und zu etablieren. Zwischen 1929 und 1975 beschrieb Meinken 57 neue Arten aus den Gruppen der Buntbarsche, Zahnkärpflinge und Karpfenfische. 24 Arten, darunter Hengels Keilfleckbärbling (Trigonostigma hengeli), den er 1956 nach dem niederländischen Aquarianer J. F. van Hengel benannte, der die Art zum ersten Mal lebend fotografiert hatte, sind noch heute gültig. 
Gemeinsam mit Arthur Rachow und Maximilian Holly veröffentlichte Meinken zwischen 1934 und 1967 die Loseblattsammlung Die Aquarienfische in Wort und Bild, die zu den Standardwerken der deutschsprachigen Aquaristikliteratur zählt. Durch das System der losen Blätter, die in 130 Lieferungen erschienen, konnten die Informationen stets auf den aktuellsten Stand gehalten werden. In Aquarianerkreisen war das Werk als Holly–Meinken–Rachow bekannt.
Am 8. November 1973 wurde Meinken im Alter von 77 Jahren mit der Ehrendoktorwürde der Universität Bremen ausgezeichnet. Da er nie ein Hochschulstudium absolviert hatte, wurden seine etwa 800 Publikationen und eine Rede Meinkens vor dem Entscheidungsgremium als Äquivalent zur Dissertation herangezogen. Im November 1974 promovierte er zum Dr. rer. nat. an der Universität Bremen.
Meinken war jahrzehntelanges Mitglied des Verbandes Deutscher Aquarien- und Terrarienvereine e. V. (V.D.A.) und dort als Systematiker tätig. Von 1949 bis 1976 war er Leiter der Fischbestimmungsstelle des V.D.A.
1975 erkrankte Meinken an der Nervenkrankheit Myasthenia gravis.
Er war verheiratet und hatte zwei Söhne.

## Dedikationsnamen
Nach Meinken sind die Arten Rasbora meinkeni, Apistogramma meinkeni und Copella meinkeni benannt. Letztere Art gilt heute als Junior Synonym von Copella nattereri

## Schriften (Auswahl)
- Die Aquariumfische in Wort und Bild, 1934–1967 (mit Maximilian Holly und Arthur Rachow)
- Prächtige neue Zierfische, 1950
- Wir bauen unser Aquarium auf, 1950